# أنتوني ريد
أنتوني ريد (بالإنجليزية: Anthony Reid)‏ هو سائق سيارة سباق بريطاني، ولد في 17 مايو 1959 في غلاسكو في المملكة المتحدة.

## وصلات خارجية
- أنتوني ريد على موقع DriverDB.com (الإنجليزية)

- الموقع الرسمي